# Benito Juárez (Catarina Uno)
Benito Juárez (Catarina Uno) es una localidad del municipio de Zacoalco de Torres ubicado en la región sur del estado mexicano de Jalisco.

## Geografía
La localidad se ubica a 7.0 kilómetros (en dirección suroeste) de la localidad de Zacoalco de Torres, la cabecera y lugar más poblado del municipio. Se sitúa en las coordenadas geográficas 20°16′59″N 103°36′03″O / 20.283056, -103.600833, a una elevación de 1,360 metros sobre el nivel del mar.

## Demografía
Según el Conteo de Población y Vivienda 2020, efectuado por el Instituto Nacional de Estadística y Geografía, la localidad de Benito Juárez (Catarina Uno) tiene 679 habitantes, de los cuales 344 son del sexo masculino y 335 del sexo femenino. Su tasa de fecundidad es de 2.92 hijos por mujer y tiene 203 viviendas particulares habitadas.
| Gráfica de evolución demográfica de Benito Juárez (Catarina Uno) entre 1940 y 2020 |
|                                                                                    |
| INEGI.                                                                             |